# Tara Teng

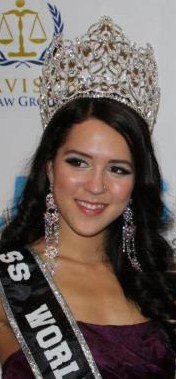
Tara Teng

Tara Teng, född den 16 augusti 1988, är en kanadensisk modell och aktivist mot människohandel och slaveri. Hon arbetar heltid som aktivist och har i samband med sitt arbete mot människohandeln besökt en lång rad länder och deltagit i ett flertal evenemang som syftar till att öka den allmänna medvetenheten om problemen. 2010 mötte hon Stephen Harper, Kanadas premiärminister, för att diskutera en nationell handlingsplan för att motarbeta människohandeln. 2011 kröntes hon till Miss Canada i Montreal och i maj 2012 deltog hon i Miss World Canada i Richmond, en tävling som hon vann trots att hon inte deltog i momentet med baddräkt. 

## Aktivism

### Slaveri och människohandel
Teng blev intresserad av den atlantiska slavhandeln och den underjordiska järnvägen i tioårsåldern. 2006 fick hon reda på att en person i grannskapet var ett offer för människohandel. 

### Kampanjer och evenemang (ett urval)
- 2010 deltog hon i Buying Sex is Not a Sport: Vancouver Initiative to Prevent Human Trafficking, en kampanj under Vinterolympiaden 2010
- 2011 organiserade hon en "Freedom Week Campaign med Todd Hauptman. Hon ledde också kampanjturen "Ignite the Road to Justice Mission Tour"[1] och höll tal på Walnut Grove Secondary School[2] och Rideau High School i Ontario.
- 2012 var hon en av huvudtalarna vid "Freedom and Honor Conference" i Seul, Sydkora.